# Lacus Excellentiae

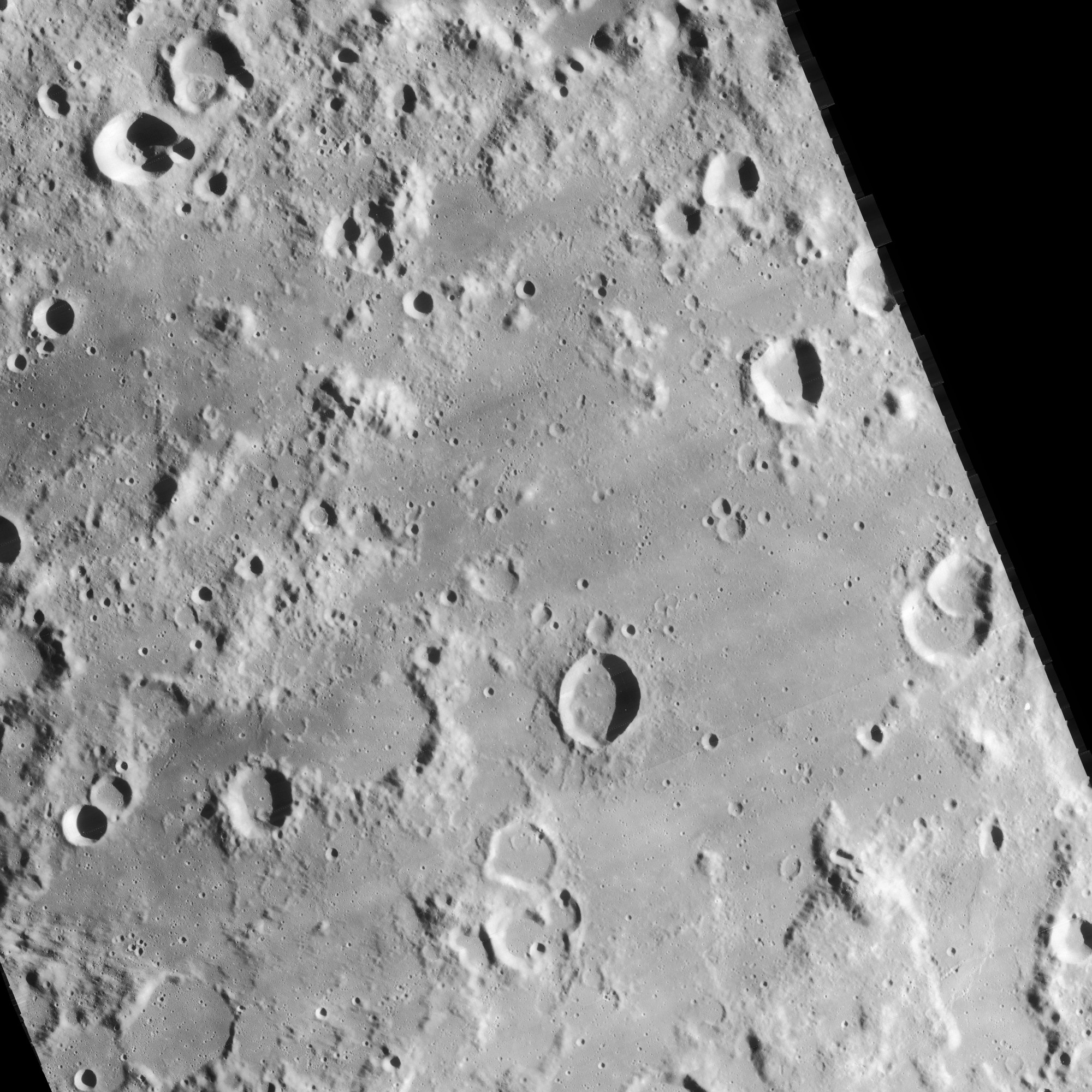
Imagen del Lunar Orbiter 4 que muestra aproximadamente la misma extensión que la imagen superior, tomada por la misión Clementine.

El Lacus Excellentiae (en latín, "Lago de la Excelencia") es un mar lunar relativamente pequeño. Con un contorno irregular, está situado en el hemisferio sur de la Luna, intercalado en el terreno abrupto que se extiende al sur del gran Mare Humorum. El elemento más destacado dentro del diámetro de esta cuenca es el pequeño cráter Clausius. Las coordenadas selenográficas del centro de este lago son 35.24 Sur; 44.0 Oeste. Su diámetro envolvente es de unos 184 km.

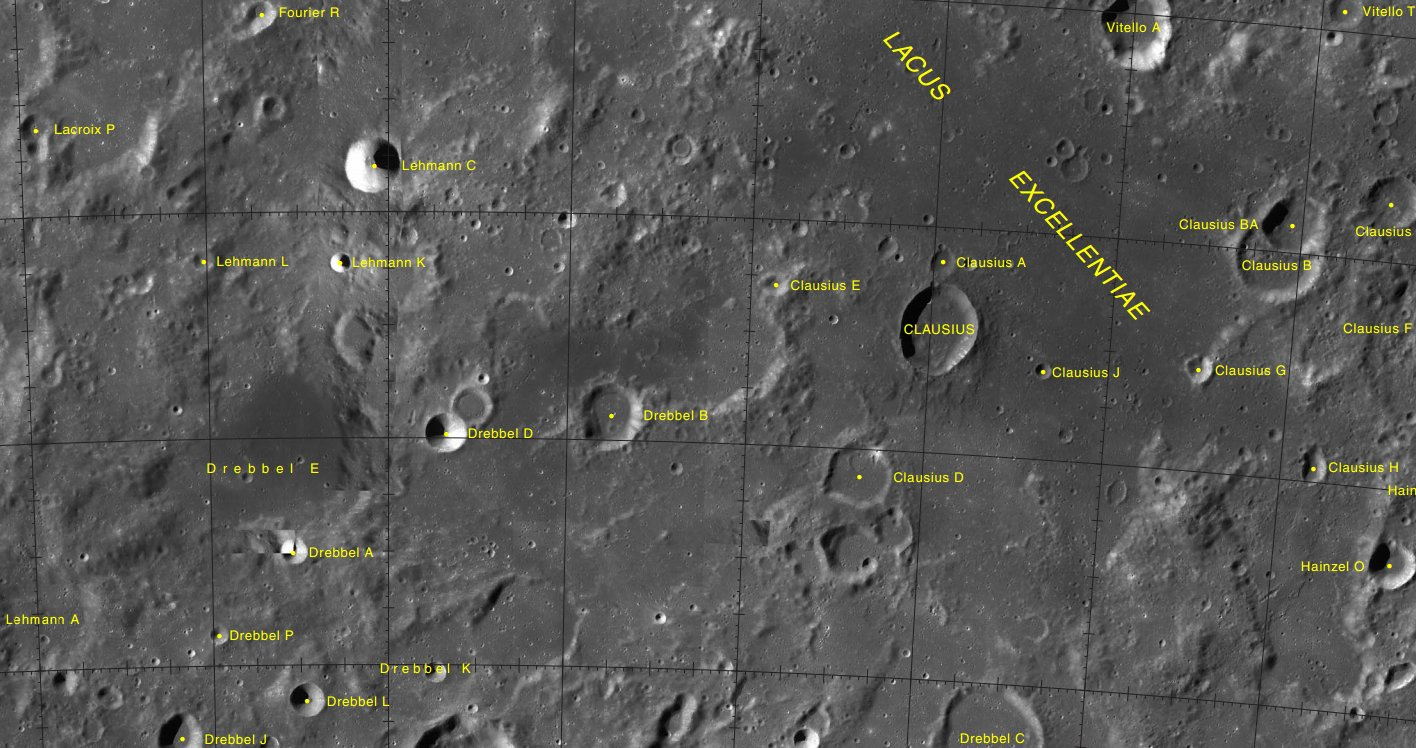
El cráter Clausius, en la,orilla sur del Lacus Excellentiae

Fue el lugar elegido para el impacto del orbitador lunar SMART-1. Esta sonda se hizo estrellar de forma programada contra la superficie de la Luna el 3 de septiembre de 2006. La colisión fue observada por los astrónomos para determinar las propiedades de los materiales expulsados.

## Denominación
El nombre de este lago lunar es una adición relativamente reciente a la nomenclatura lunar, siendo oficialmente aprobado en 1976 por la Asamblea General de la IAU.